# Western Neolithic Ware
Die Western Neolithic Ware (auch Western Style Neolithic pottery – jungsteinzeitliche Keramik im westlichen Stil) ist eine Keramik der frühen und mittleren Jungsteinzeit, die in den westlichen Teilen der Britischen Inseln, besonders in Irland gefunden wurde. Sie wurde im Jahre 1961 von Humphrey Case definiert. Er beschrieb die Keramik als meist rundbodige Schale, die normalerweise glatt, dünnwandig und hart, meist dunkelbraun und mitunter mit einem Profil im Schulter- oder Mündungsbereich versehen ist. 

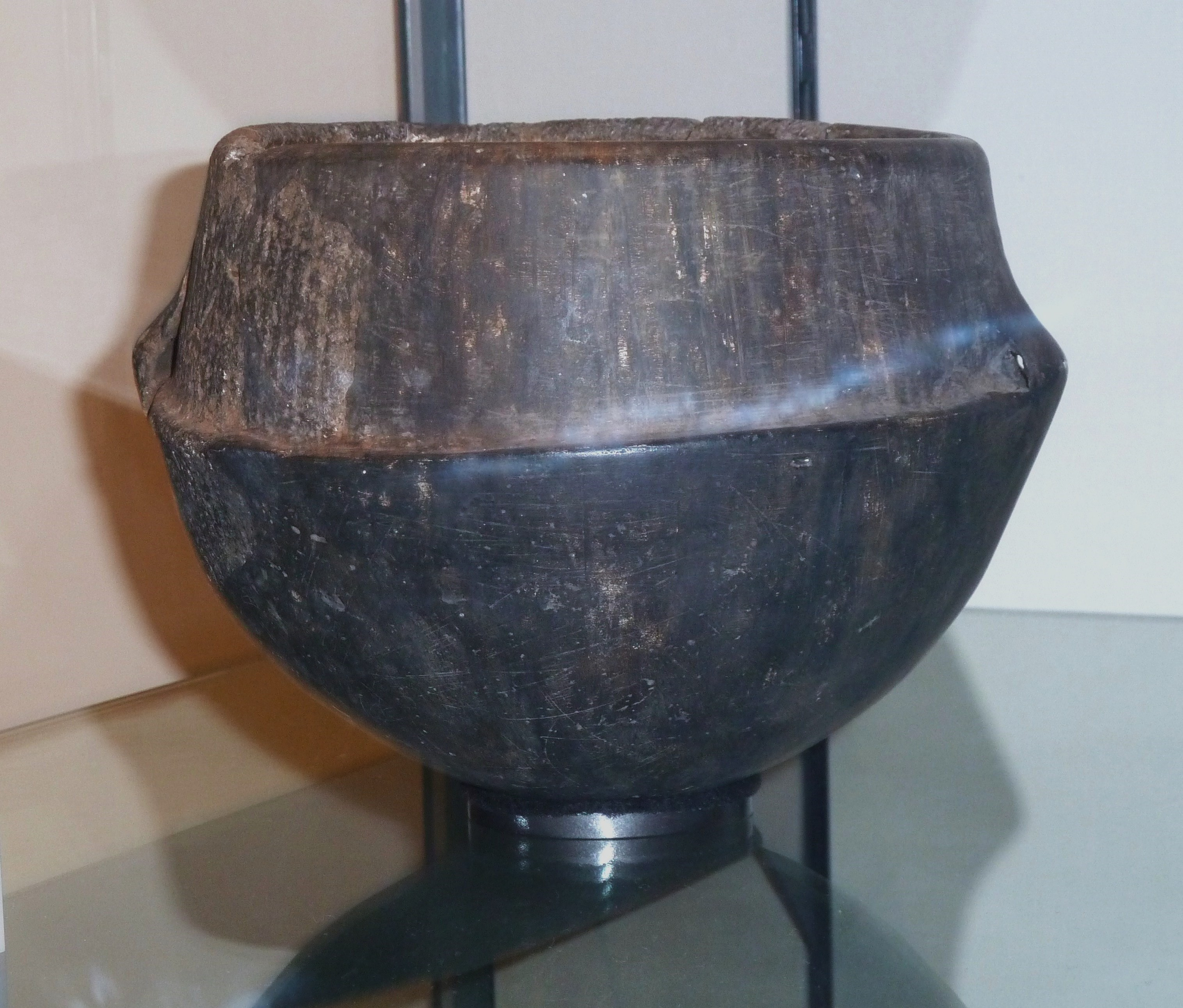
Keramik vom Ballymarlagh Stil

Vier Untergruppen wurden in Irland erkannt: 
- Dunmurry-Stil,
- Ballymarlagh-Stil
- Limerick-Stil I (rundbodig)
- Limerick-Stil II (flach)
- Lyles-Hill-Stil.

Im Laufe der Zeit kam vermehrt Dekoration hinzu. Einfache mit einem Stück Holz erzeugte Stichmuster auf der Schulter stellen vielleicht einen Behälter aus Leder dar.
Mit Schnurmustern verzierte Töpfe sind für Irland so typisch, dass sie als „Ballyalton-Schalen“ bekannt wurden, benannt nach dem Court tomb, bei dem sie gefunden wurden. Ähnliche Töpfe wurden im westlichen Schottland in Gräbern gefunden. Sie werden dort als Beacharra Ware bezeichnet.
Während glatte und verzierte Behälter für die irischen Court und Portal Tombs typisch sind, kommen sie auf den zugehörigen Siedlungsplätzen, aber auch auf denen der Errichter der Passage Tombs selten vor. Die Rolle einer außergewöhnlichen Töpferware hatten sie während der neolithischen Periode jedoch überall. 